# Білоріцьк (Іглінський район)
Білорі́цьк (рос. Белорецк, башк. Белорет) — присілок у складі Іглінського району Башкортостану, Росія. Входить до складу Акбердінської сільської ради.
Населення — 46 осіб (2010; 29 в 2002).
Національний склад:
- башкири — 72 %